# Maruéjols-lès-Gardon
Maruéjols-lès-Gardon é uma comuna francesa na região administrativa de Occitânia, no departamento de Gard. Estende-se por uma área de 3,82 km². Em 2010 a comuna tinha 256 habitantes (densidade: 67 hab./km²).